# Muro Torto
Il Muro Torto è un antico muro di sostruzione di Roma, che dà il nome al viale del Muro Torto, alle spalle del Pincio e al confine con villa Borghese.

## Storia
Si tratta di un resto databile alla fine dell'età repubblicana che sosteneva il pendio sul lato dove insistevano gli Horti Pinciani e le ville gentilizie quali quella degli Anicii, degli Acilii e dei Pinci (che diedero il nome alla collina). Oggi sul sito si trovano il parco del Pincio e villa Medici. Il muro venne poi inglobato nel III sec. nelle Mura aureliane.

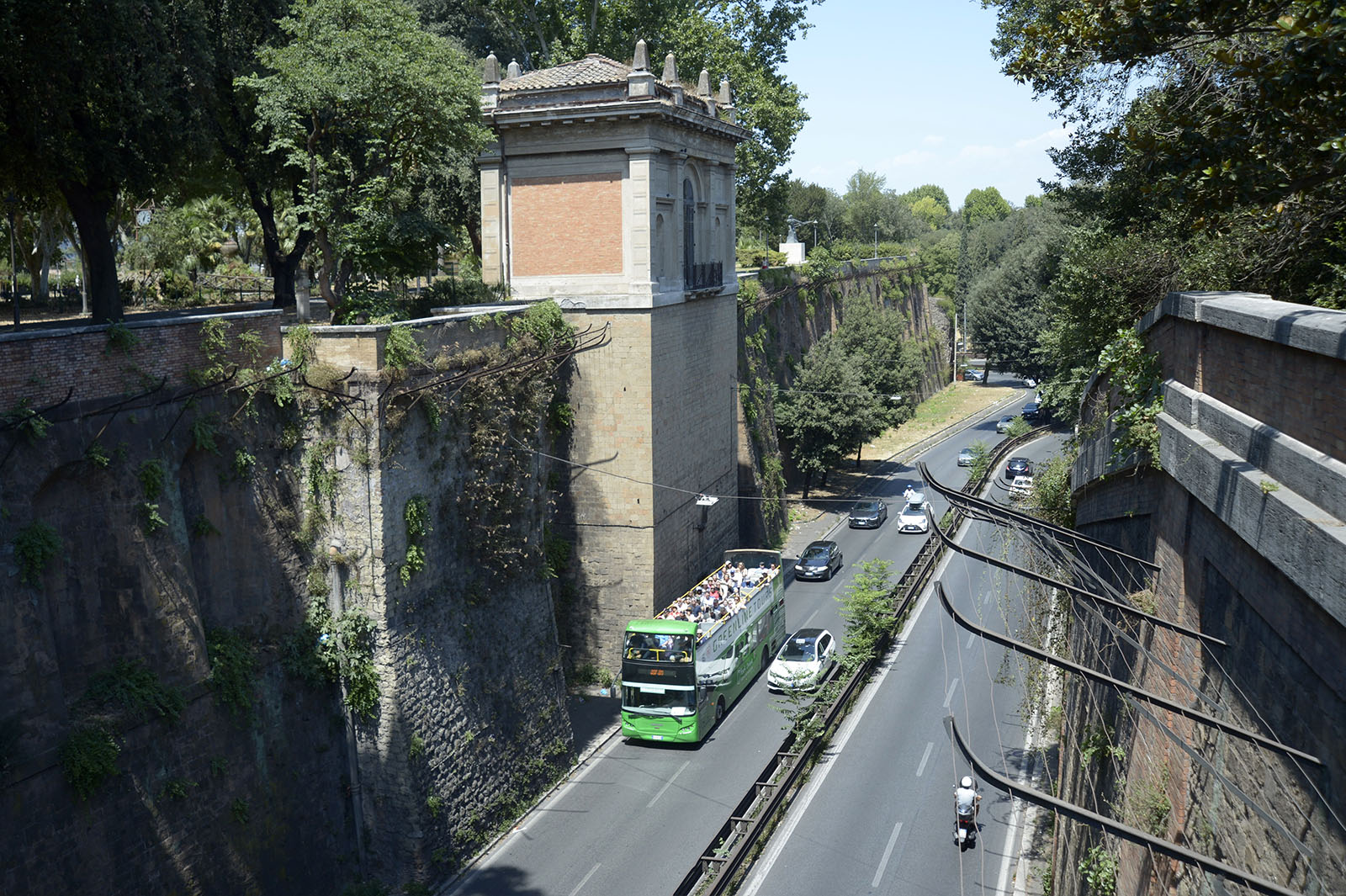
Viale del Muro Torto

Nella Roma pontificia presso il Muro Torto erano sepolti i suicidi, i ladri, i vagabondi e le prostitute assumendo anche il nome di contrada del muro malo. Nei pressi vi furono sepolti anche Angelo Targhini e Leonida Montanari.